# Mansión de Taurupe
La Mansión de Taurupe (en letón: Taurupes muižas pils; en alemán: Schloss Taurup) es una casa señorial en la región histórica de Vidzeme, en el norte de Letonia. Originalmente fue construida después de 1724, fue reconstruida en estilo neogótico Tudor en torno a 1900 según un diseño del arquitecto Vilhelms Bokslafs para el propietario, el Barón von Transe. Durante la revolución rusa de 1905 el Barón von Transe fue ejecutado por campesinos locales, su mansión vandalizada y luego incendiada. En la década de 1920 la Mansión de Taurupe fue nacionalizada según la Ley de Reforma Agraria Letona. Después de 1938 fue usada como escuela, y actualmente alberga la escuela secundaria de Taurupe. En el periodo soviético fue añadida una tercera planta después de que el techo de la segunda planta sufriera daños por un incendio.